# Zorex
Zorex ist eine spanische Frachtfluggesellschaft mit Sitz in Madrid und operativer Basis auf dem Flughafen Saragossa.

## Geschichte
Zorex wurde 1996 als Fracht- und Passagierfluggesellschaft die Charterflüge durchführt mit Basis in Saragossa gegründet und nahm im selben Jahr ihren Flugbetrieb auf.

## Flugziele
Die Fluggesellschaft fliegt neben Ambulanzflügen auch Passagiercharter (vor allem in Europa und Nordafrika) und Frachtflüge im Ad-hoc-Betrieb. Dabei werden häufig dringend benötigte Autoteile zu den Peugeotwerken geflogen.

## Ausbildung
Zorex ist im Besitz einer TRTO-Lizenz zur Ausbildung von Piloten.

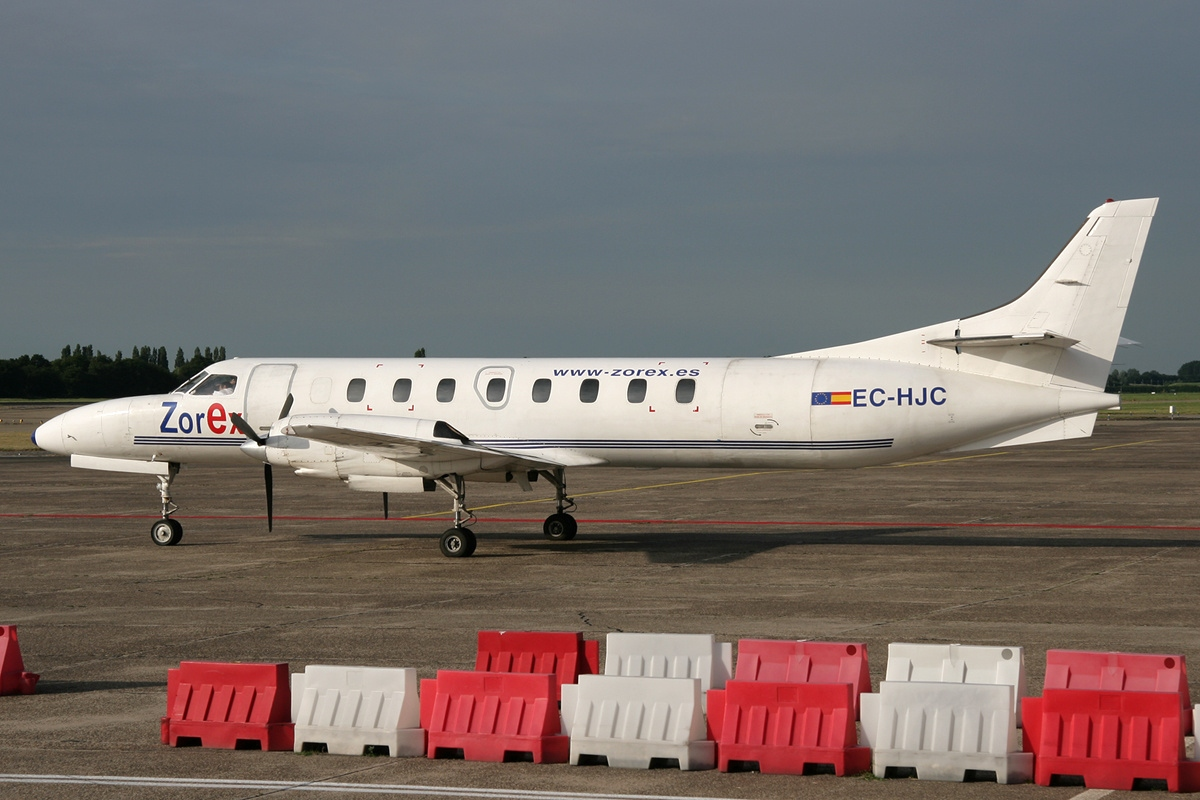
Zorex EC-HJC

## Wartung
Auf der Heimatbasis in Saragossa besteht ein eigener Wartungsbetrieb, der zu Wartung der eigenen Flotte dient und außerdem auch Flugzeuge von anderen Fluggesellschaften wartet.

## Flotte
Mit Stand August 2023 besitzt die Zorex kein Flugzeug mehr.

## Kritik
Im März 2011 stellte die EASA gravierende Sicherheitsmängel fest und leitete den Entzug des AOC ein. Am 7. Oktober 2011 wurde bekannt, dass Zorex nachgebessert habe. Am 7. November desselben Jahres wurde das AOC entzogen, weil die Nachbesserungen nicht zufriedenstellend waren. Inzwischen darf aber wieder geflogen werden.
Am 13. November 2012 verunglückte das Flugzeug mit dem Kennzeichen EC-JYC (ohne Personenschaden) beim Start am Flughafen Murcia-San Javier in Spanien, wurde schwer beschädigt und danach abgestellt. Auch der Unfall ist auf Sicherheitsmängel zurückzuführen.